# Сумов (мини-футбольный клуб)
«Сумо́в» Атлетико Клуб (порт. Sumov Atlético Clube) — бразильский мини-футбольный и футзальный клуб из города Форталеза. До 2015 года был рекордсменом Бразилии по количеству побед в розыгрышах Чаши Бразилии по мини-футболу, ныне занимает второе место по этому показателю (после МФК «Жарагуа»). В настоящий момент выступает в чемпионате штата Сеары.

## История
«Сумов» был основан 12 августа 1965 года и является одним из старейших ныне существующих клубов в Бразилии и мире, в котором культивировался редкий на тот момент вид спорта — мини-футбол. Название команды является смешанным сокращением от названия Муниципального управления строительства и дорожного хозяйства (порт. Superintendência Municipal de Obras e Viação) Форталезы, курировавшего команду.
За полтора десятилетия, с 1972 по 1986, «Сумов» пять раз завоёвывал Чашу Бразилии — до 1995 года включительно это было единственное общенациональное соревнование для мини-футбольных клубов страны. Также в 1976 и 1980 годах команда дважды подряд выигрывала Панамериканский чемпионат по футболу в залах (футзалу).
После организации в 1996 году профессиональной Лиги Футзала — высшего дивизиона для бразильских клубов — «Сумов» никогда не выступал в этом турнире, ограничиваясь чемпионатом штата Сеара.
В 2001 году «Сумов» в последний раз в своей истории завоевал Чашу Бразилии, шестую по счёту, причём этот трофей он разделил с «Карлус-Барбозой».
После 2001 года у команды не было значимых достижений даже на уровне чемпионата штата — в основном это было связано с финансовыми проблемами. В начале 2010-х годов финансовое положение клуба стало постепенно улучшаться, что отразилось и на улучшении спортивных результатов. Так, в 2014 году команда впервые за несколько лет сумела занять второе место в Лиге Сеаренсе.

## Достижения
- Чемпион штата Сеара (22): 1970, 1971, 1972, 1976, 1977, 1978, 1980, 1981, 1982, 1983, 1984, 1985, 1987, 1991, 1992, 1993, 1994, 1995, 1996, 1997, 1998, 2000
- Чемпион штата Сеара по мини-футболу среди женщин (2): 2001, 2005
- Обладатель Чаши Бразилии (6): 1972, 1978, 1980, 1982, 1986, 2001 (совместно с «Карлус-Барбозой»)
- Победитель Панамериканского чемпионата по футболу в залах (2): 1976, 1980